# Lista över uttryck som används i Neon Genesis Evangelion
Denna artikel beskriver de olika uttrycken som används i serien Neon Genesis Evangelion.

## Utrustning

### AT Field
AT Field är en förkortad form av "Absolute Terror Field". I serien kallas den uteslutande "AT Field", men i öppningssekvensen visas dess fulla namn, en gång i en flashbackscen i Death and Rebirth samt i texter såsom Red Cross Book.
Då serien tar vid visas AT Fields som en barriär änglarna kan upprätta för att hindra konventionella vapen från att skada dem. Det enda "konventionella" vapnet som kan penetrera en ängels AT Field är N²-minor; skadan som de kan utöva på ängeln är moderat och hindrar den inte från att regenerera skadan inom timmar eller dagar, och vissa änglar är fullständigt opåverkade. Ett AT Field kan penetreras av ett annat, som det som genereras av Evangelions. Vid seriens klimax avslöjas att alla individer har ett AT Field, som en vägg mellan deras och andras identiteter.

## Organisationer

### JSSDF
En representation av Japans självförsvarsstyrkor, potentiellt kontrollerat av organisationen SEELE

## Geografiskt

### Antarctica
Antarktis, platsen där Second Impact, 'det andra nedslaget', ägde rum, vilket skapade 'Apostlarna'.

### Central Dogma
En hemlig kammare där ängeln Lilith hålls. Namnet refererar till centrala dogmen inom biologin.

### GeoFront (NERV HQ)
En fiktiv idé om en underjordisk militärstad för interstellära krig.

## Övrigt

### Lilim
För att särskilja Liliths och Adams avkommor (i serien kallas Adams 'barn' för "Apostlar"/"Angels") används termen "Lilim" för att beskriva människor

## Termer utan direkt koppling till animen

### F-Type Equipment
- 'Dual Saw':
- 'Mastema' :